# Finn Østrup
Finn Østrup (født 19. februar 1951 på Frederiksberg) er en dansk cand.polit. og professor ved Copenhagen Business School. Han har særlig forsket i finansielle kriser.
Østrup gik på Lyngby Statsskole. Han blev uddannet cand.polit. fra Københavns Universitet i 1976. Efter endt uddannelse arbejdede han for Udenrigsministeriet og Økonomiministeriet. 1980-83 var han udsendt som finansattache ved Danmarks faste repræsentation ved De Europæiske Fællesskaber (det senere EU). I 1984 var han ministersekretær.
Østrup var ansat på Copenhagen Business School (CBS) fra 1990 til 2019, fra 2008 som professor. I 1995-96 var han gæsteforelæser på University of Essex. I 2002 blev han dr.merc. på en afhandling om sammenhængen mellem inflation og ledighed.
Han har siddet med i Rangvid-udvalget, der udarbejdede en rapport om årsagerne til finanskrisen.